# 推計人口
推計人口是以日本國勢調查（人口普查）為基础，以每月的人口出生、死亡、遷入、遷出作加減而計算出來的人口推計值，其數值包括了外国人。
由於是基於国勢調查人口（面向實際居住者的全数調查）的數值，推計人口也稱為「常住人口」或「現住人口」，被認為能夠可靠地反映總人口。然而這也有例外情況。
因三宅島火山噴發，2000年（平成12年）9月2日全島避難的三宅村於10月1日国勢調查中為「人口0人」，於是只能以0人為基準，每月計算推計人口；又如，伴隨東北地方太平洋沖地震（東日本大震災），有不少災民尚未轉移住民票就避難離開，導致一些自治体推計人口的可信度大打折扣。
與推計人口相對的有「登錄人口」。一般地，登錄人口是住民基本台帳以及外国人登錄中記載的人数合計的数值。登錄人口包含進行了住民登錄的非居住者，而不包含沒有進行住民登錄的居住者。因此，登錄人口未必能正確反映實際居住者数。
市區町村單位的推計人口主要公布於都道府縣官方網站，但北海道的數據不發表。